# هرمان موس

هرمان موس (به آلمانی: Hermann Muhs) (زاده ۱۶ می ۱۸۹۴ - درگذشته ۱۳ آوریل ۱۹۶۲ ) یک حقوقدان آلمانی و وزیر امور کلیسای رایش سوم از ۱۵ دسامبر ۱۹۴۱ تا ۳۰ آوریل ۱۹۴۵ بود.
وی پس از جنگ جهانی اول و در گوتینگن حقوق خواند و در سال ۱۹۲۲ فارغ‌التحصیل شد. یک دفتر وکالت باز کرد و در سال ۱۹۲۹ به حزب نازی پیوست. از ۱۹۳۰ عضو پارلمان دولتی پروس بود و در ۱۹۳۳ فرماندار هیلدس‌هایم شد.
در ۱۹۳۵ از مقامات بلندپایه در وزارت امور کلیسا شد. عدم کفایت او در مسائل مربوط به الهیات مشکلاتی را میان او و کلیسا پدید آورد.
وی برخلاف خواست هاینریش هیملر که قصد داشت میان کلیسا و اس‌اس فاصله بیندازد، در مراسم خاکسپاری کارل یوزف شولته در سال ۱۹۴۱ با یونیفورم نظامی شرکت کرد. در نتیجه این کار از اس‌اس اخراج شد اما پس از مرگ هانس کرل وزیر امور کلیسا در سال ۱۹۴۱، موس در مقام وزیر جدید در امور کلیسا تا سال ۱۹۴۵ به کار خود ادامه داد.